# Palazzo Spezzano
Der Palazzo Spezzano ist ein Palast aus dem 16. Jahrhundert in Acri in der italienischen Region Kalabrien.

## Geschichte und Beschreibung
Den Adelspalast aus dem 16. Jahrhundert ließ die Familie Spezzano errichten, die seit dem 15. Jahrhundert zum örtlichen Adel gehört und die Titel „Don“ und „Magnifico“ führen darf. Die Immobilie zeigt interessante architektonische Lösungen, die zur Zeit ihres Baus als innovativ galten. Die Innenräume sind vernünftig dimensioniert, sodass der vorhandene Platz effizient genutzt werden kann. Der Palast hat drei Stockwerke, die durch eine bequeme Innentreppe miteinander verbunden sind.
Im Jahre 1935 wurde der Palast einer weitreichenden Erhaltungsrestaurierung unterzogen. Der heutige Eigentümer, Rechtsanwalt Michele Spezzano hat die Soprintendenza mit ins Boot geholt, um die vollständige Wiederherstellung des Anwesens abzuschließen. Diese verpflichtete sich, ihrerseits 30 % der Ausgaben für den historischen Palast nach ihren Direktiven zurückzuerstatten.